# Maria Entraigues
Maria Entraigues (également connue professionnellement sous le nom de María María) est une chanteuse, compositrice et actrice argentino-américaine, et elle est la directrice du développement de la SENS Research Foundation.

## Biographie
Née à Buenos Aires, Entraigues a été impliquée dans l'industrie du spectacle quand elle était très jeune, sur l'émission de télévision Supermingo par Juan Carlos Altavista. Elle a fait une tournée en tant que chanteuse avec l'artiste Alejandro Lerner, et apparaît sur trois albums avec lui. Plus tard, elle a chanté avec de nombreux artistes, y compris Luis Miguel, Ricky Martin, Rubén Rada, Juan Carlos Baglietto, Nito Mestre, Ricardo Montaner, Cristian Castro, Colin Hay et Eikichi Yazawa.
Entraigues a déménagé à Boston en 1992, quand elle a reçu une bourse pour étudier la performance vocale et la composition à la Berklee College of Music. Plus tard, elle s'installe à Los Angeles, Californie, et devient un citoyen des États-Unis. Elle s'est engagée dans le chant et l'écriture de chansons pour des films dont A Beautiful Life et A Walk in the Clouds, qui a été réalisé par Alfonso Arau, avec qui elle a travaillé dans six films sucessivamente. elle a également composé et interprété la musique de Rush Hour 3, et les films de Disney, Disney et la radio Fox latine campagnes Télévision.
En 2005, elle a reçu un prix Entraigues ASCAP, avec Facundo Monty, pour écrire la chanson "Luchare Por Tu Amor". Cette chanson a été écrite dans le cadre de la bande originale du film Zapata, joué par Alejandro Fernandez, pour lequel la musique a été composée ainsi Entraigues et Ruy Folguera. Son interprétation œuvres de musique de la chanteuse légendaire Carlos Gardel a été positive en revue dans Global Rhythm, en 2007, un critique a noté "une dizaine de chansons classiques interprétées par la chanteuse d'amour Maria Entraigues, elle  écrit que "Marie Entraigues a une voix douce, me séduit chaque fois que j'entends l'album." Entraigues fait la Cómplices Visite de la chanteuse mexicaine Luis Miguel 2008-2009. En 2010, elle est apparue dans la comédie romantique italienne L'astuce de la feuille (titre original: L'imbroglio dans la feuille), dont elle a également composé la musique. Entraigues est également un pilote, et a travaillé à ce titre sur le plateau du film 2010, Jackass 3D. En mai 2025, Entraigues a chanté pour le président argentin Javier Milei lors d'un événement de mode célébrant les 50 ans de carrière du créateur Roberto Piazza, aux côtés d'autres artistes argentins notables comme Raúl Lavié et Patricia Sosa.
À la tête de la prise de conscience de la Fondation de recherche SENS, Fondation Entraigues représentés à l'échelle internationale, et lors de conférences et dans les médias expliqué et promu les objectifs de la Fondation sont à éradiquer les maladies et les handicaps du vieillissement de la biotechnologie innovante,,.

## Remarques
1. ↑  ASCAP, Zapata "Luchare Por Tu Amor" (9 mars 2005).
2. ↑  World Rhythm (2007), Volume 16, Issues 7-12, p. 126.
3. ↑  (es) « Javier Milei, invitado especial en el desfile por los 50 años en la moda de Roberto Piazza », sur Infobae, 13 mai 2025 (consulté le 13 mai 2025)
4. ↑  Ben Kallen, "Forever Young", LA Magazine (10 juin, 2013): Marie Entraigues responsables de la sensibilisation par la Fondation de recherche Sens, basée à Los Angeles. Fondation de la recherche SENS est une organisation à but non lucratif dans le Nord de la Californie qui met l'accent sur la recherche sur la longévité [dit]: «Je dis toujours aux gens, car il n'est pas «naturel» malade?" Entraigues dit. «Pourquoi aller chez le médecin? Le vieillissement est la même chose. S'il ya quelque chose que nous pouvons faire à ce sujet, nous devons faire."
5. ↑  Lilian Hernandez, "Le rêve de vivre un millier d'années de confrontation entre les experts," Excelsior (11 octobre 2013), p. 22, "Mary Entraigues, responsable de la sensibilisation de la Fondation des Sénateurs, qui vise à mettre un terme à « vieillissement, assure que dans quelques années être en mesure d'arrêter et inverser le déclin de la vieillesse»
6. ↑  Lilian Hernandez. " de rêve de vivre mille ans devant des experts, " Excelsior (11 octobre 2013), p. 23, "Maria Entraigues, responsable de la sensibilisation de la Fondation dit qu'il y aura un remède à la vieillesse grâce aux progrès de la médecine régénérative, qui applique les principes de la robotique et bionanotechnologie".